# Ottava rima
In poesia, l'ottava è tecnicamente una qualsiasi strofa di otto versi; tuttavia, secondo la tradizione letteraria italiana e poi del resto d'Europa, per ottava rima, o semplicemente ottava, si intende canonicamente una strofa composta da otto endecasillabi rimati, di cui i primi sei a rima alternata e gli ultimi due a rima baciata (ABABABCC).

## Nella metrica italiana

### Origini
Deriverebbe secondo alcuni dallo strambotto siciliano, secondo altri dalla stanza della ballata o della canzone.
Non è certo chi l'abbia inventata, ma il suo uso è attestato fin dal XIV secolo, nei cantari di Antonio Pucci e in varie opere di Giovanni Boccaccio (Filostrato, Teseida, Ninfale fiesolano), tanto che secondo alcuni sarebbe stato lui l'inventore dell'ottava rima, forse partendo dall'esempio degli huitains francesi in lingua d'oil.

### Uso letterario
Nel tardo Trecento e nel Quattrocento l'ottava fu adottata non solo da poeti popolari, ma anche da autori colti come Franco Sacchetti, Angelo Poliziano e Lorenzo de' Medici.
Dal tardo Quattrocento in poi l'ottava di tipo toscano (cfr. infra) divenne il metro canonico della poesia narrativa italiana, con l'Orlando innamorato di Matteo Maria Boiardo, il Morgante di Luigi Pulci e l'Orlando furioso di Ludovico Ariosto.

### Tipi di ottava
Sebbene nel corso dei secoli siano stati utilizzati i più disparati schemi di rime per strofe di otto versi, è possibile individuare due principali tipi di ottave nella letteratura italiana:

#### L'ottava toscana
Lo schema ritmico più utilizzato è quello dell'ottava a rima toscana, detta anche ottava o stanza, è una strofa composta da otto versi rimati, che seguono lo schema ABABABCC, quindi i primi sei endecasillabi sono a rima alternata, e gli ultimi due a rima baciata ma diversa da quelle dei versi precedenti.
Un esempio di ottava a rima toscana:
Or, se mi mostra la mia carta il vero,

non è lontano a discoprirsi il porto;

sì che nel lito i voti scioglier spero

a chi nel mar per tanta via m'ha scorto;

ove, o di non tornar col legno intero,

o d'errar sempre, ebbi già il viso smorto.

Ma mi par di veder, ma veggo certo,

veggo la terra, e veggo il lito aperto.
(Ludovico Ariosto, Orlando furioso 46,1)
La fortuna nella poesia popolare
Legata alla cultura dell'oralità, sopravvive ancora in Toscana e nel Lazio soprattutto nella forma dello strambotto e del rispetto (composizioni popolari in ottava rima di tipo prevalentemente lirico).
L'ottava rima (soprattutto nella forma dell'ottavina) è spesso utilizzata dai poeti improvvisatori come metro per i loro "contrasti" (gare di versi improvvisati).
Un esempio è costituito dalla manifestazione "Incontri di poesia estemporanea" di Ribolla (Grosseto) e nel Festival regionale di canto a braccio di Borbona (Rieti). In Sardegna vi è una lunga tradizione di gare poetiche in cui i poetes svolgono i temi assegnati con ottave improvvisate in sardo.

#### L'ottava siciliana
Un altro tipo di ottava è quella siciliana, che non presenta il distico finale e ha dunque schema (ABABABAB).
Un esempio dal Filocolo di Giovanni Boccaccio, l'epitaffio di Giulia Topazia:
Qui, d'Atropos il colpo ricevuto,

giace di Roma Giulia Topazia,

dell'alto sangue di Cesare arguto

discesa, bella e piena d'ogni grazia,

che, in parto, abbandonati in non dovuto

modo ci ha: onde non fia già mai sazia

l'anima nostra il suo non conosciuto

Dio biasimar che fè sì gran fallazia. 
Giovanni Boccaccio, Filocolo

## Nella metrica inglese
L'ottava ebbe largo successo anche fuori d'Italia diffondendosi velocemente per tutta Europa, rimanendo popolare fino a tutto l'Ottocento. Lord Byron la userà per i suoi poemi Beppo (1818) e Don Juan (1819 - 1824). Altri autori che hanno composto ottave furono: John Milton, John Keats, Edmund Spenser, Robert Browning, William Wordsworth, Percy Bysshe Shelley e William Butler Yeats.
A titolo di esempio, ecco l'ottava d'incipit del Don Juan di George Gordon Byron:
I want a hero: an uncommon want,

When every year and month sends forth a new one,

Till, after cloying the gazettes with cant,

The age discovers he is not the true one;

Of such as these I should not care to vaunt,

I'll therefore take our ancient friend Don Juan--

We all have seen him, in the pantomime,

Sent to the devil somewhat ere his time.
George Gordon Byron, Don Juan, I 1 vv.1-8

## Nella metrica spagnola
La octava real ("ottava reale") è una strofa di otto endecasillabi rimati a schema ABABABCC che imita l'ottava ariostesca, introdotta in Spagna da Juan Boscán, che la adoperò nel poemetto lirico intitolato Octava rima, pubblicato postumo nel 1543 in Las Obras, dove fu compreso anche il canzoniere di Garcilaso de la Vega.
Nello stesso secolo fu adottata nell'epica colta da Alonso de Ercilla nel poema La Araucana.
(Alonso de Ercilla, La Araucana, canto I, vv. 1-8)
Nel XIX secolo José de Espronceda compose in ottave un poema epico incompiuto El Pelayo e usò saltuariamente tali strofe anche nei poemi Lo studente di Salamanca ed El Diablo mundo.